# ミゲル・アンヘル・ロペス (バレーボール)
ミゲル・アンヘル・ロペス・カストロ（スペイン語: Miguel Ángel López Castro、1997年3月25日 - ）は、キューバの男子バレーボール選手である。

## 来歴
シエンフエーゴス出身。
2017年からキューバ国外でプレー。2021年にはサダ・クルゼイロで世界クラブ選手権で優勝、個人としてはMVPとベストスパイカーを獲得している。
2024年7月、SVリーグ所属の大阪ブルテオン入団が発表された。

## 球歴
- キューバ代表
  - ワールドリーグ - 2015年
  - オリンピック - 2016年
  - 世界選手権 - 2018年、2022年
  - ネーションズリーグ - 2023年、2024年

## 所属チーム
- シエンフエーゴス（-2017年）
- ヒガンテス・デル・スール（英語版）（2017-2019年）
- UPCNバレー（英語版）（2019-2020年）
- サダ・クルゼイロ（英語版）（2020-2024年）
- アル・ラーヤンSC（2024年）
- 大阪ブルテオン（2024年-）

## 受賞歴
- 2016年 - U-23パンアメリカンカップ ベストサーバー・ベストスパイカー
- 2017年 - U-21パンアメリカンカップ ベストスパイカー
- 2017年 - パンアメリカンカップ ベストスパイカー
- 2017年 - 2018年世界選手権北中米予選 ベストスパイカー
- 2018年 - リーガ・アルゼンチン・デ・ボレイボル（英語版） ベストスパイカー
- 2018年 - 中央アメリカ・カリブ海競技大会 ベストスパイカー
- 2018年 - パンアメリカンカップ ベストスパイカー
- 2018年 - U-23パンアメリカンカップ ベストスパイカー
- 2019年 - 2019年チャレンジャーカップ北中米予選 ベストスパイカー
- 2019年 - パンアメリカンカップ MVP
- 2019年 - 2019年北中米選手権 MVP
- 2020年 - 2020年東京オリンピック・北中米カリブ海予選 ベストサーバー
- 2020年 - 南米クラブ選手権 ベストスパイカー
- 2021年 - 2021年北中米選手権 ベストスパイカー
- 2021年 - 世界クラブ選手権 MVP・ベストスパイカー
- 2022年 - 南米クラブ選手権 MVP
- 2022年 - ブラジルスーペルリーガセリエA MVP・ベストスパイカー
- 2022年 - パンアメリカンカップ ベストサーバー
- 2023年 - 南米クラブ選手権 MVP
- 2023年 - ブラジルスーペルリーガセリエA MVP・決勝MVP・ベストスパイカー
- 2023年 - 2023年北中米選手権（英語版） ベストサーバー
- 2023年 - 第19回パンアメリカン競技大会 ベストスコアラー・ベストスパイカー
- 2024年 - 南米クラブ選手権 MVP・ベストスパイカー
- 2025年 - 2024-25 SV.LEAGUE MEN ベストアウトサイドヒッター